# Anthemis calcarea
Anthemis calcarea là một loài thực vật có hoa trong họ Cúc. Loài này được Sosn. mô tả khoa học đầu tiên năm 1913.